# In Too Deep (chanson de Tijana Bogićević)
Pour les articles homonymes, voir In Too Deep.
Chansons représentant la Serbie au Concours Eurovision de la chanson
Goodbye (Shelter)
(2016) Nova deca
(2018)
In Too Deep (en français « Au fond du gouffre ») est la chanson de Tijana Bogićević qui représentera la Serbie au Concours Eurovision de la chanson 2017 à Kiev, en Ukraine.